# Sylwiusz Wirtemberski (książę oleśnicki)
Sylwiusz Fryderyk Wirtemberski (ur. 21 lutego 1651 w Oleśnicy, zm. 3 czerwca 1697 tamże) – książę oleśnicki.
Syn księcia Sylwiusza Wirtemberskiego i Elżbiety Marii Podiebrad. Gdy w 1664 zmarł jego ojciec, rządy opiekuńcze przejęła matka. 17 maja 1672 ożenił się z Eleonorą Wirtemberską, córką Jerzego II Wirtemberskiego i Anny de Coligny, z którą nie miał potomstwa.
22 sierpnia 1673 doszło do podziału księstwa między synów Elżbiety: Sylwiusz otrzymał część oleśnicką, Krystian część bierutowską, zaś najmłodszy Juliusz – część dobroszycką (jednak z powodu jego niepełnoletności częścią tą dożywotnio rządziła jego matka Elżbieta – aż do 1686).
Po śmierci Sylwiusza wobec braku następcy jego dział przejął młodszy brat Krystian.

## Literatura
- Jan Županič: Württemberkové v Olešnici [w:] „Studia Zachodnie”, 13, 2011, strony 49-64.